# Sigfrid Skarstedt
Sigfrid Adalvard Skarstedt, född den 19 februari 1867 i Lund, död den 31 mars 1953 i Engelbrekts församling, Stockholm, var en svensk jurist. Han var son till Carl Wilhelm Skarstedt och farfar till Carl-Ivar Skarstedt. 
Skarstedt avlade 1885 studentexamen i sin hemstad, 1890 juris kandidat och 1895 juris doktor med avhandlingen "Om straffprocessuella tvångsmedel". Efter tjänstgöring i och under Göta hovrätt, som 1893 tilldelade honom titeln vice häradshövding, utnämndes han 1900 till assessor i samma hovrätt. Han deltog åtskilliga år i lagstiftningsarbetet, bland annat rörande ny legostadga och försäkringslagstiftning, samt medverkade som ledamot i Lagberedningen (1903–1908) till dennas förslag till ny jordabalk. År 1905 blev Skarstedt revisionssekreterare och 1908–1937 var han justitieråd. Han författade flera översikter av utländsk lagstiftning (om tjänstehjonsavtal, 1900; angående vissa arbetsavtal, 1901) samt utgav kommenterade upplagor av lagarna om försäkringsrörelse, arrende, hyra, aktiebolag, ekonomiska föreningar med mera. Åren 1910–1934 var han medutgivare av Nytt juridiskt arkiv och åren 1927–1948 ansvarig utgivare för lagboken (Sveriges rikes lag). Skarstedt är begravd på Norra begravningsplatsen utanför Stockholm.

## Utmärkelser
- Kommendör av första klassen av Nordstjärneorden, 6 juni 1910.[4]